# IC 348
IC 348 è una nebulosa a riflessione, visibile nella costellazione di Perseo; fa parte della Nube di Perseo, una delle regioni di formazione stellare di stelle di piccola massa più vicine al sistema solare.

## Osservazione
Si individua pochissimi primi d'arco a sud della stella ο Persei, nell'area di cielo in cui si incontrano le costellazioni di Perseo, Ariete e Toro; è poco nota nell'ambito dell'osservazione amatoriale a causa della vicina presenza delle Pleiadi e della ben più grande Nebulosa California, sebbene sia più luminosa delle nebulose associate alle Pleiadi. Si tratta di un oggetto relativamente semplice da individuare, anche con un telescopio amatoriale di medie dimensioni, e può essere osservato con facilità da entrambi gli emisferi, sebbene gli osservatori dell'emisfero boreale siano più avvantaggiati a causa della declinazione settentrionale dell'oggetto.

## Caratteristiche
IC 348 contiene al suo interno un giovane ammasso aperto, catalogato come Cr 41, formato da alcune centinaia di stelle responsabili dell'illuminazione della nube e la cui età, ricavata dallo studio delle linee di emissione Hα, è compresa fra 0,7 e 12 milioni di anni. Nella regione si sono verificati due episodi di formazione stellare in sequenza; la prima generazione è rappresentata dalle stelle di piccola massa dell'associazione OB Perseus OB2, mentre l'ultima generazione è indicata dalle stelle più giovani, formatesi circa 2-3 milioni di anni fa, in via di dispersione nella Nube di Perseo. Gran parte delle sue stelle sono prive del disco di accrescimento, mentre nella regione persistono solo pochissime aree di formazione ancora attiva, indicata dalla presenza di alcuni getti protostellari; IC 348 è pertanto una regione in cui i fenomeni di formazione stellare sono in via di esaurimento. L'ammasso si trova nella parte più orientale della Nube di Perseo, nei pressi della superbolla associata a Per OB2, e potrebbe essere stata la prima delle aree della Nube a sperimentare dei fenomeni di formazione stellare indotti da cause esterne.
Una decina di primi d'arco a sudovest di IC 348 si trova una piccola nube a riflessione, chiamata talvolta Flying Ghost Nebula (Nebulosa Fantasma Volante), associata a una sorgente ben visibile nel vicino infrarosso e catalogata come IC 348 IR; questa sorgente è a sua volta associata a una stella di classe spettrale B immersa in profondità nella nube, la cui massa è probabilmente compresa fra 0,03 e 0,05 M⊙, la quale è anche la principale fonte di illuminazione della stessa nube Flying Ghost. Nella nube è contenuto anche l'oggetto HH 211, la cui fonte energetica è probabilmente una protostella di Classe 0, non osservabile alla lunghezza d'onda dell'infrarosso; l'oggetto è orientato in senso nord-sud ed è il più notevole di un gruppo di dodici oggetti HH situati a sud di IC 348. Si è ipotizzato che la formazione stellare in questa piccola regione sia stata provocata dall'azione della pressione delle stelle dell'ammasso centrale di IC 348, ora in prevalenza inattive; secondo questa teoria, il vento stellare delle allora giovanissime stelle avrebbe favorito la compressione dei gas della piccola nube, che sarebbe poi collassata in più punti ad opera della sua stessa forza di gravità.

### Opere generali
- (EN) Stephen James O'Meara, Deep Sky Companions: Hidden Treasures, Cambridge University Press, 2007, ISBN 0-521-83704-9.

### Carte celesti
- Tirion, Rappaport, Lovi, Uranometria 2000.0 - Volume I - The Northern Hemisphere to -6°, Richmond, Virginia, USA, Willmann-Bell, inc., 1987, ISBN 0-943396-14-X.
- Tirion, Sinnott, Sky Atlas 2000.0 - Second Edition, Cambridge, USA, Cambridge University Press, 1998, ISBN 0-933346-90-5.